# Lülsfeld
Lülsfeld – miejscowość i gmina w Niemczech, w kraju związkowym Bawaria, w rejencji Dolna Frankonia, w regionie Main-Rhön, w powiecie Schweinfurt, wchodzi w skład wspólnoty administracyjnej Gerolzhofen. Leży około 20 km na południe od Schweinfurtu, przy linii kolejowej Schweinfurt – Kitzingen.

## Dzielnice
W skład gminy wchodzą dwie dzielnice: Lülsfeld i Schallfeld.

## Demografia
| Rok  | Liczba mieszk. |
| ---- | -------------- |
| 1970 | 830            |
| 1987 | 819            |
| 2000 | 834            |
| 2005 | 815            |

## Oświata
(na 1999)

W gminie znajduje się 25 miejsc przedszkolnych (z 30 dziećmi).